# Menai Suspension Bridge
Die Menai Suspension Bridge ist eine Kettenbrücke zwischen der Insel Anglesey und dem Festland von Wales. Sie verbindet die Orte Bangor und Menai Bridge.

## Vorgeschichte
Vor der Fertigstellung der Brücke 1826 existierte eine Fährverbindung bzw. der Fußweg durch das Watt bei Niedrigwasser, um auf die vorgelagerte Insel zu gelangen. Nach dem Act of Union 1800, der vertraglichen Vereinigung von Irland mit dem Königreich Großbritannien, wuchs der Handel zwischen den beiden Ländern rapide an. Da sich der Hauptverbindungshafen Holyhead jedoch auf Anglesey befindet, wurde beschlossen, diese Insel mit einer Brücke an das Festland anzubinden.
Der britische Baumeister Thomas Telford wurde mit der Aufgabe betraut, die Straßenverbindung von London nach Holyhead zu verbessern. Ein Schlüsselelement der Maßnahme war der Bau einer Hängebrücke über die Menaistraße zwischen Bangor auf dem Festland und dem damaligen Dorf Porthaethwy auf Anglesey, das heute unter dem Namen Menai Bridge bekannt ist. Um Segelschiffen die Passage nicht zu versperren, wurde die Brücke für eine Durchfahrtshöhe von 30 m ausgelegt.

## Bau
Der Bau der Brücke begann 1819 mit der Erstellung der gemauerten Türme auf beiden Seiten der Meerenge. Nach deren Fertigstellung wurden zwischen den Pfeilern 16 Kettenkabel eingezogen, deren Glieder aus 935 Augenstäben bestanden, die von William Hazledine aus seinen  Schmieden geliefert wurden. Als Korrosionsschutz für die Kabel wurde Leinöl verwendet. Am 30. Januar 1826 wurde die Brücke eröffnet, sie verkürzte die Reise von London nach Holyhead um 9 Stunden. Da die Hängebrücke aufgrund ihrer Spannweite von 176 m alle zuvor erstellten Brücken dieses Konstruktionstyps übertraf, wird die Menai-Brücke als die erste moderne Hängebrücke der Welt bezeichnet. Der walisische Dichter David Owen widmete ihr 1835 ein episches Gedicht.

## Instandsetzung
Trotz der schweren Ketten gab es mit dem schlanken Fahrbahnträger aus Holz aerodynamische Probleme. Aufgrund von Windschäden benötigte die Fahrbahn der Brücke deshalb 1839 umfangreiche Instandsetzungsarbeiten, und 1893 wurde die Holzdecke gegen eine Decke aus Eisenträgern ausgewechselt. Über die Jahre erwies sich die auf 4,5 t limitierte Traglast der Brücke als zu gering für die steigenden Anforderungen der Transporte, sodass die Eisenträger der Fahrbahn gegen Stahlträger ausgetauscht wurden. 1999 wurde die Brücke für Ausbesserungsarbeiten für einen Monat gesperrt und der Verkehr über die nahegelegene Britannia Bridge umgeleitet.
2002 wurde die Brücke von der American Society of Civil Engineers in die List of International Historic Civil Engineering Landmarks aufgenommen. 2005 wurde die Aufnahme der Brücke in die Liste des Weltkultur- und Naturerbes der Menschheit der UNESCO beantragt.

## Trivia
Die Operation Menai Bridge regelt das Vorgehen beim Tod von Charles III., analog zur Operation London Bridge für den Tod von Elizabeth II.